# Natalie Talmadge
Natalie Talmadge, född 1896 i Brooklyn, död 1969, var en amerikansk skådespelare. Hon var syster till Norma Talmadge och Constance Talmadge. Gifte sig 1921 med Buster Keaton.